# Cronenberger Benefizkonzert
Das Cronenberger Benefizkonzert ist eine jährlich stattfindende Musikveranstaltung für wohltätige Zwecke unter dem Motto Cronenberg hilft, veranstaltet von der Familie Armbruster, der Lokalzeitung „Cronenberger Woche“ und der Firma Knipex. Ihr Schirmherr ist der Wuppertaler Oberbürgermeister Peter Jung. Sie findet immer im Januar in der „Alten Schmiede“ von Knipex statt.
Die erste Veranstaltung im Jahr 2005 wurde als spontane Reaktion auf die Tsunami-Katastrophe organisiert. Mittlerweile werden aus den Erlösen der Veranstaltung verschiedene soziale Projekte unterstützt, bereits mehrfach das geplante „Kinderhospiz Bergisch Land“ und die „Wuppertaler Hilfe für Kinder in Tschernobyl“. Das Konzert mit einem abwechslungsreichen Musikprogramm wird breit unterstützt von Cronenberger Bürgern, Vereinen und Firmen und zieht bis zu 2.000 Besucher an. Insgesamt wurden bisher über 200.000  Euro an Reinerlösen eingenommen.